# تک‌جنس‌گرایی
یک‌جنس‌گرایی (به انگلیسی: Monosexuality) احساس عاشقانه یا میل جنسی به اعضای یک جنس یا جنسیت است. یک فرد یک‌جنس‌گرا ممکن است خود را دگرجنس‌گرا یا همجنس‌گرا معرفی کند. یک‌جنس‌گرایی در مباحث مربوط به گرایش جنسی، معمولاً در مقابل دوجنس‌گرایی، همه‌جنس‌گرایی، بی‌جنس‌گرایی و دیگر گرایش‌های به بیش از یک‌جنس، به کار می‌رود. کسانی که این اصطلاح به آن‌ها گفته می‌شود، مخصوصاً اشخاص هم‌جنس‌گرا، گاهی این اصطلاح را توهین‌آمیز می‌خوانند.